# Fonds national des aides à la pierre
Le Fonds national des aides à la pierre (Fnap) est un établissement public à caractère administratif créé par la loi des finances de 2016,  placé sous la tutelle des ministres chargés du Logement, de l'Économie et du Budget. Il est chargé de contribuer, sur le territoire métropolitain, au financement des opérations de développement, d’amélioration et de démolition du parc de logements locatifs sociaux.

## Historique
Le Fonds national des aides à la pierre remplace le Fonds national de développement d'une offre de logements locatifs très sociaux (FNDOLLTS) et le Fonds de péréquation.
Le FNDOLLTS a été créé par l’article 19 de la loi du 18 janvier 2013 relative à la mobilisation du foncier public en faveur du logement et au renforcement des obligations de la construction de logements sociaux. Les projets réalisés par des bailleurs sociaux ou des associations agréées pour la maîtrise d’ouvrage d’insertion et doivent être exclusivement réservés aux personnes ou familles défavorisées au sens de la loi Besson (notamment les ménages reconnus prioritaires au titre du DALO
et les personnes sortant de la rue ou de structures d’hébergement).
Le Fonds de péréquation a été créé au sein de la Caisse de garantie du logement locatif social (CGLLS)  pour recueillir un prélèvement sur les organismes HLM et prélever une partie des cotisations des organismes à la CGLLS. 
La création du Fnap, prévue par la loi de finances pour 2016, résulte du décret n°2016-901 du 1er juillet 2016. 
Lors de l'installation du conseil d'administration du fonds, le 23 août 2016, la ministre du logement, Emmanuelle Cosse,  déclare : "C’est une étape importante pour la sécurisation financière de l’aide à la pierre, l’amélioration de la prise de décision et la clarification de la gestion de l’aide". Un grand changement réside dans le mode de gouvernance, qui associe les bailleurs sociaux, les collectivités locales et l'État  à la répartition des aides à la pierre.

## La gestion du fonds

### Organes de direction
Le conseil d'administration est composé de quinze membres : cinq représentants de l'État, cinq représentants d'organismes intervenant dans le domaine du logement social et cinq représentants du Parlement et des collectivités territoriales et de leurs groupements. La liste des membres est publiée au Journal officiel par arrêté du ministre du Logement. Les membres sont nommés pour un mandat de trois ans renouvelable. 
Le président est nommé, parmi les représentants des collectivités territoriales, par arrêté conjoint des ministres chargés du Logement, de l'Économie et du Budget. Il ne peut exercer plus de deux mandats consécutifs. Le premier président est Emmanuel Couet (par ailleurs président de Rennes-métropole). Il démissionne en octobre 2017 désapprouvant le désengagement financier de l'État pour 2018. Frédéric Sanchez est nommé président en décembre 2018.  

### Moyens de fonctionnement
Les moyens humains et matériels nécessaires au fonctionnement du FNAP sont mis à sa disposition par le ministre chargé du Logement. La gestion est assurée par la Caisse de garantie du logement locatif social.

### Budget
Lors de la création l'accord des parties repose sur le principe du financement paritaire par l’État et par les bailleurs sociaux grâce à une fraction des cotisations versées à la CGLLS et par la majoration du prélèvement effectué sur les ressources fiscales des communes au titre de l’article 55 de la loi SRU, ainsi que par des subventions et contributions de l’État. En 2017 la fraction des cotisations versées à la CGLLS s'élèvent à 270 millions, le prélèvement au titre de la loi SRU 12 millions,  et la contribution de l'État à 250 millions d'euros. 
Le budget initial 2018 adopté par le conseil d'administration du 15 décembre 2017, prévoit que le fonds est constitué par 375 millions d'euros de contributions des bailleurs sociaux (cotisation CGLLS et la taxe créée par la loi de finances 2018 sur les plus-values réalisées à l'occasion des cessions HLM) ; 50 millions d'Action Logement de l'État. 

## Bénéficaires des crédits
Le financement peut concerner des opérations de développement, d’amélioration et de démolition du parc de logements locatifs sociaux appartenant aux organismes d'HLM, aux SEM ainsi qu’aux organismes bénéficiant de l'agrément relatif à la maîtrise d'ouvrage. Il peut, à titre accessoire, porter sur des opérations conduites par des personnes morales pouvant bénéficier de prêts et subventions pour la construction, l'acquisition et l'amélioration des logements locatifs aidés. Le Fonds peut  financer des actions d’ingénierie ayant pour objectif de promouvoir l’accès au logement des personnes et familles défavorisées et le développement.